# Hosekra
Hosekra je podjetje iz Slovenske Bistrice, svoje podružnice ima tudi v Ljubljani, Murski Soboti in v Brežicah. Hosekra se ukvarja s proizvodnjo, prodajo, svetovanjem, demontažo in montažo strešnih kritin. Kritine se proizvajajo iz jeklene pločevine. Ob proizvodnji strešnih kritin, Hosekra proizvaja še žlebove in snegobrane. Leta 2009 pa je podjetje Hosekra začelo z izdelovanjem garaž.

## Zgodovina podjetja
Podjetje Hosekra je na slovenskem tržišču kot proizvajalec kovinskih strešnih kritin prisotno od leta 1989.